# جون إف. جيري
جون إف. جيري (بالإنجليزية: John F. Gerry)‏ هو قاضي ومحامي أمريكي، ولد في 17 نوفمبر 1925 في ماونت هولي ‏ في الولايات المتحدة، وتوفي في 10 مارس 1995 بسبب سرطان الكبد.